# Гериц
Гериц (њем. Göritz) општина је у њемачкој савезној држави Бранденбург. Једно је од 34 општинска средишта округа Укермарк. Према процјени из 2010. у општини је живјело 831 становника. Посједује регионалну шифру (AGS) 12073216.

## Географски и демографски подаци
Гериц се налази у савезној држави Бранденбург у округу Укермарк. Општина се налази на надморској висини од 37 метара. Површина општине износи 25,4 km². У самом мјесту је, према процјени из 2010. године, живјело 831 становника. Просјечна густина становништва износи 33 становника/km².

## Међународна сарадња
| Мјесто      | Држава     | Врста сарадње | Од    |
| ----------- | ---------- | ------------- | ----- |
| Похвистњево | Русија     | партнерство   | 1997. |
| Свидвин     | Пољска     | партнерство   | 1990. |
|             | Швајцарска | пријатељство  | 2000. |
| Извор       |            |               |       |